# 킵 파듀
킵 파듀(Kip Pardue, 1975년 9월 23일 ~ )는 미국의 배우이다.

## 출연 작품
- 드리븐
- 리멤버 타이탄